# ربح السهم
الرَّبِيْحَة أو رِبح السهم أو حصة الأرباح أو توزيع الارباح (بالإنجليزية: Dividend)‏ هي توزيع الشركة الأرباح على مساهميها. عندما تحقق الشركة ربحًا أو فائضًا، تكون قادرة على دفع نسبة من الأرباح حصصًا للمساهمين. يُعاد استثمار أي مبلغ لم يُوزع في الشركة (يُسمى أرباح غير موزعة). إن أرباح العام الحالي وأيضًا الأرباح غير الموزعة من السنوات السابقة فقط متاحة للتوزيع، إذ يُحظر على الشركة دفع أرباح الأسهم من رأس مالها. قد تُوزع الأرباح على المساهمين نقدًا (عبر إيداع في حساب مصرفي) أو، إذا كانت لدى الشركة خطة لإعادة استثمار الأرباح، يمكن دفع المبلغ عبر إصدار المزيد من الأسهم أو عن طريق إعادة شراء هذه الأسهم. في بعض الحالات، قد توزع الشركة أرباحها على هيئة أصول.
تُعد أرباح الأسهم التي يتلقاها المساهم دخلًا له، ومن ثم قد تكون خاضعة لضريبة الدخل. تختلف المعاملة الضريبية لهذا الدخل كثيرًا بين الدول، لكن جميعها يجمع على أن لا خصومات ضريبية للشركات على الأرباح التي توزعها.
تُوزع الأرباح بوصفها مبلغًا ثابتًا للسهم، فيحصل المساهمون على أرباح تتناسب مع نسبة حصتهم في الشركة. قد توفر توزيعات الأرباح دخلًا مستقرًا للمستثمرين فترفع من معنوياتهم. بالنسبة إلى الشركة المساهمة، فإن دفع أرباح الأسهم لا يُعد من النفقات، بل يُعد تقسيمًا للأرباح على المساهمين بعد احتساب الضرائب. تظهر الأرباح غير الموزعة في قسم حقوق المساهمين في الميزانية العامة للشركة. تدفع الشركات العامة عادة أرباحًا وفقًا لجدول ثابت، لكنها قد تعلن عن أرباح في أي وقت، فتُسمى في هذه الحالة أرباحًا خاصة، وذلك لتمييزها عن الأرباح المعلن عنها وفق الجدول المحدد. من ناحية أخرى، تخصص التعاونيات أرباح الأسهم حسب نشاط الأعضاء، لذلك غالبًا ما تُعد أرباح هذه الأسهم مصروفات قبل الضرائب.

## طرق الدفع
تُعد الأرباح النقدية أكثر طرق الدفع شيوعًا، وتُدفع عادةً عبر التحويل الإلكتروني للأموال أو عبر الشيك الورقي المطبوع. هذه الأرباح هي شكل من أشكال الدخل الاستثماري للمساهم، ويجري التعامل معها على أنها مكتسبة في السنة التي تدفع فيها (وليس بالضرورة في السنة التي يُعلن فيها عن توزيع الأرباح). يوزع مبلغ مُعلن من المال لكل سهم مملوك، ومن ثم إذا كان الشخص يمتلك 100 سهم وكان توزيع الأرباح النقدية يبلغ 50 سنتًا لكل سهم، فسيحصل حامل السهم على 50 دولارًا حصة أرباح. لا تصنف توزيعات الأرباح المدفوعة مصروفًا للشركة، بل تحسب خصمًا من الأرباح المحجوزة أو غير الموزعة. لا تظهر أرباح الأسهم المدفوعة في بيان الدخل، لكنها تظهر في الميزانية العامة.
الأرباح السهمية هي تلك التي تدفع على شكل أسهم إضافية في شركة التي تصدرها أو في شركة أخرى تابعة لها، وهي تُصدر عادة بما يتناسب مع حجم الأسهم المملوكة (على سبيل المثال، لكل 100 سهم مملوك، فإن أرباح الأسهم بنسبة 5% ستنتج 5 أسهم إضافية).
لن يُكتسب أي شيء ملموس إذا قُسّمت الأسهم، لأن عددها الإجمالي سيزيد، ما يخفض سعر كل سهم دون تغيير القيمة الإجمالية للأسهم المملوكة.
لا تؤثر توزيعات أرباح الأسهم على القيمة السوقية للشركة. لا تُضمّن الأرباح المدفوعة على شكل أسهم في إجمالي دخل المساهم لأغراض ضريبة الدخل الأمريكية، ولأن الأسهم تُصدّر لعائدات تساوي سعر السوق الموجود مسبقًا للأسهم، فلا يوجد تناقص سلبي في المبلغ القابل للاسترداد.
الأرباح الموزعة على شكل ملكية أو الأرباح العينية هي تلك التي تُدفع في شكل أصول من الشركة المصدرة أو شركة أخرى متفرعة عنها، وهي نادرة نسبيًا وغالبًا ما تكون أوراقًا ماليةً لشركات أخرى مملوكة للشركة المصدرة للسهم، إلا أنها قد تتخذ أشكالًا أخرى مثل المنتجات والخدمات.
إن أرباح الأسهم المرحلية أو المؤقتة هي مدفوعات الأرباح الموزعة قبل الاجتماع العام السنوي للشركة وقبل بياناتها المالية النهائية. يتزامن هذا الربح المعلن عادة مع البيانات المالية الأولية للشركة.
يمكن استخدام الأرباح الموزعة الأخرى في التمويل المنظم. يمكن توزيع الأصول المالية ذات القيمة السوقية المعروفة بوصفها أرباحًا. بالنسبة إلى الشركات الكبيرة التي تمتلك شركات تابعة لها، قد توزع الأرباح أسهمًا في إحدى الشركات التابعة، وهذا من الأساليب الشائعة لفصل الشركة الصغرى عن الشركة الأم. يمكن بعد ذلك تداول الأسهم الجديدة تداولًا مستقلًا.

## تواريخ توزيع حصص الأرباح
يجب أن يوافق مجلس إدارة الشركة على الأرباح الموزعة قبل دفعها. بالنسبة إلى الشركات العامة، هناك أربعة تواريخ متعلقة بتوزيع حصص الأرباح:
تاريخ التصريح: اليوم الذي يعلن فيه مجلس الإدارة عن نيته بدفع أرباح الأسهم. في ذلك اليوم، يُنشأ التزام وتسجّل الشركة تلك المسؤولية في دفاترها، فتصبح منذ تلك اللحظة مدينة بالمال لحملة الأسهم.
تاريخ احتساب الأرباح: اليوم الأخير، وهو آخر يوم تداول قبل تاريخ عدم احتساب الأرباح. في هذا اليوم، يحصل حاملو الأسهم الحاليون وأي شخص يشتريها في هذا اليوم على حصة من الأرباح، بينما يفقد من يبيعون الأسهم حقهم في الحصص. بعد هذا التاريخ، يصبح الأرباح غير مستحقة.
تاريخ عدم احتساب الأرباح: أي سهم يُشترى في هذا اليوم لا يشمله الحق بأي حصة من الأرباح. في الولايات المتحدة والعديد من البلدان الأوروبية، يكون هذا التاريخ عادةً يوم تداولٍ واحدٍ قبل تاريخ التسجيل.
تاريخ إغلاق الكتاب: عندما تعلن الشركة عن توزيع حصص الأرباح، ستعلن أيضًا عن التاريخ الذي ستغلق فيه الشركة دفاترها مؤقتًا لعمليات النقل الجديدة للأوراق المالية، والتي عادة ما تُعتبر هي تاريخ التسجيل.
تاريخ التسجيل: ستُدفع حصص الأرباح للمساهمين المسجلين في سجل الشركة اعتبارًا من تاريخ التسجيل. لن يحصل المساهمون غير المسجلين حتى هذا التاريخ على أي أرباح.
تاريخ الدفع: اليوم الذي يُرسل فيه شيك الأرباح إلى المساهمين أو يودع في حسابهم المصرفي.

## فرض الضريبة على حصة الأرباح
تفرض معظم البلدان ضريبة على أرباح الشركات.
الأرباح الموزعة التي تدفعها الشركة ليست من نفقات الشركة، بل هي دخل للمساهم. تختلف المعاملة الضريبية لهذا الدخل كثيرًا بين البلدان.

### الولايات المتحدة وكندا
تفرض الولايات المتحدة وكندا معدل ضرائب أقل على الدخل من أرباح الأسهم مقارنة بالدخل العادي، في تشديد على أن أرباح الشركات قد فُرضت ضريبة عليها كضريبة الشركات.

### المملكة المتحدة
تُدفع حصص الأرباح من الشركات البريطانية من الأرباح بعد احتساب ضريبة الشركات (كانت ضريبة الشركات تبلغ 20% لكنها انخفضت إلى 19% منذ 1 أبريل عام 2017). يخضع دخل حصص الأرباح للضريبة على المقيمين في المملكة المتحدة بمعدل 7.5% لدافعي المعدل الأساسي، و32.5% لدافعي الضرائب ذات المعدل الأعلى، و38.1% لدافعي المعدلات الإضافية. تُحصّل ضريبة الدخل على إيصالات حصص أرباح الأسهم عبر الإقرارات الضريبية الشخصية. لا تخضع أول 2000 جنيه إسترليني من حصص الأرباح للضريبة، لكن دخل حصص الأرباح التي تفوق هذا الرقم يخضع للمعدل الذي كان سيطبق إن لم يُمنح الإعفاء لأول 2000 جنيه إسترليني. لا تدفع الشركات المحدودة في المملكة المتحدة ضريبة على حصص الأرباح التي تحصل عليها من استثماراتها أو من شركاتها التابعة. يُصنف هذا الربح على أنه «دخل استثماري صريح».